# Großer Preis von Rom 1947

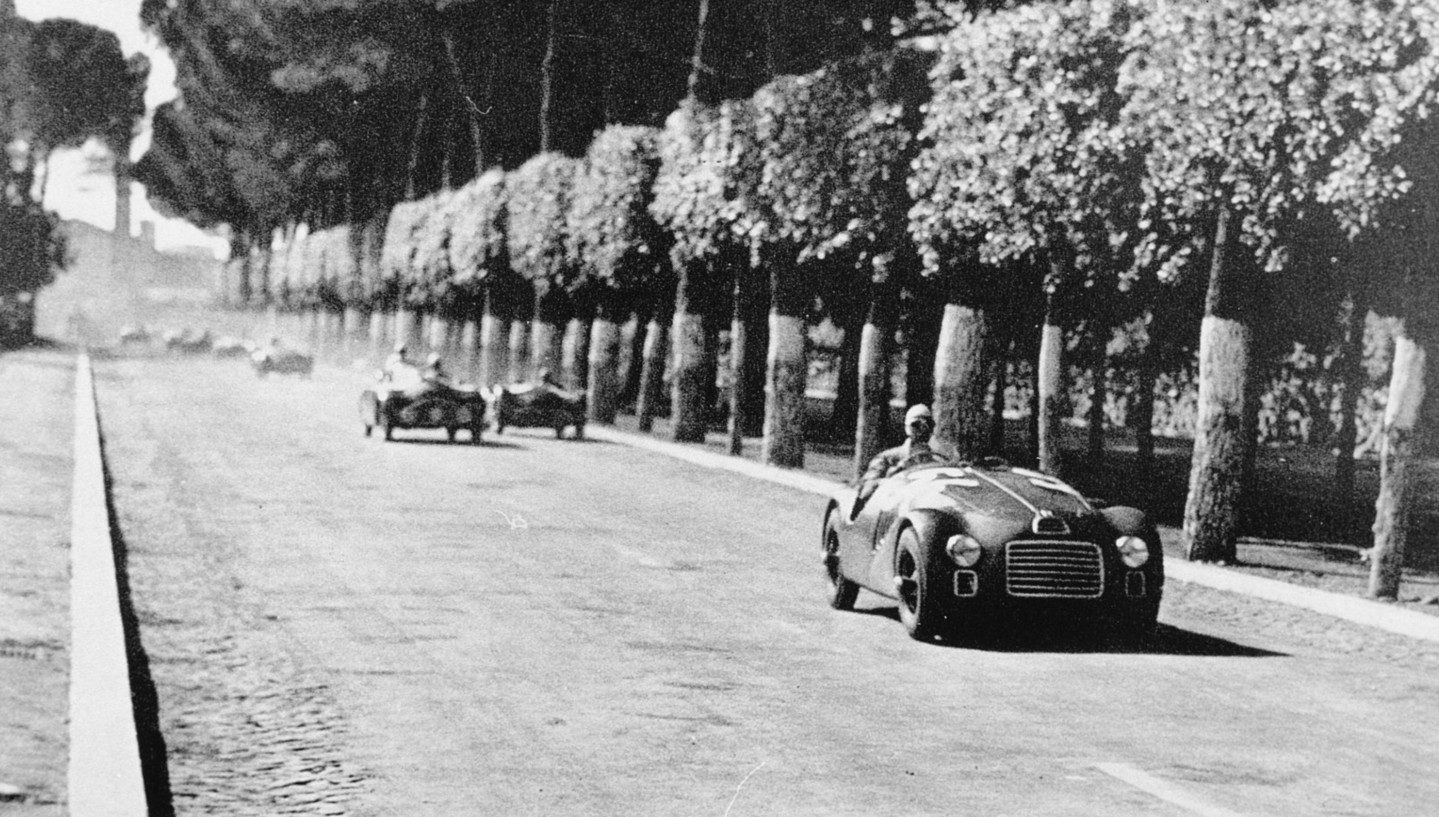
Franco Cortese bei seiner Siegesfahrt

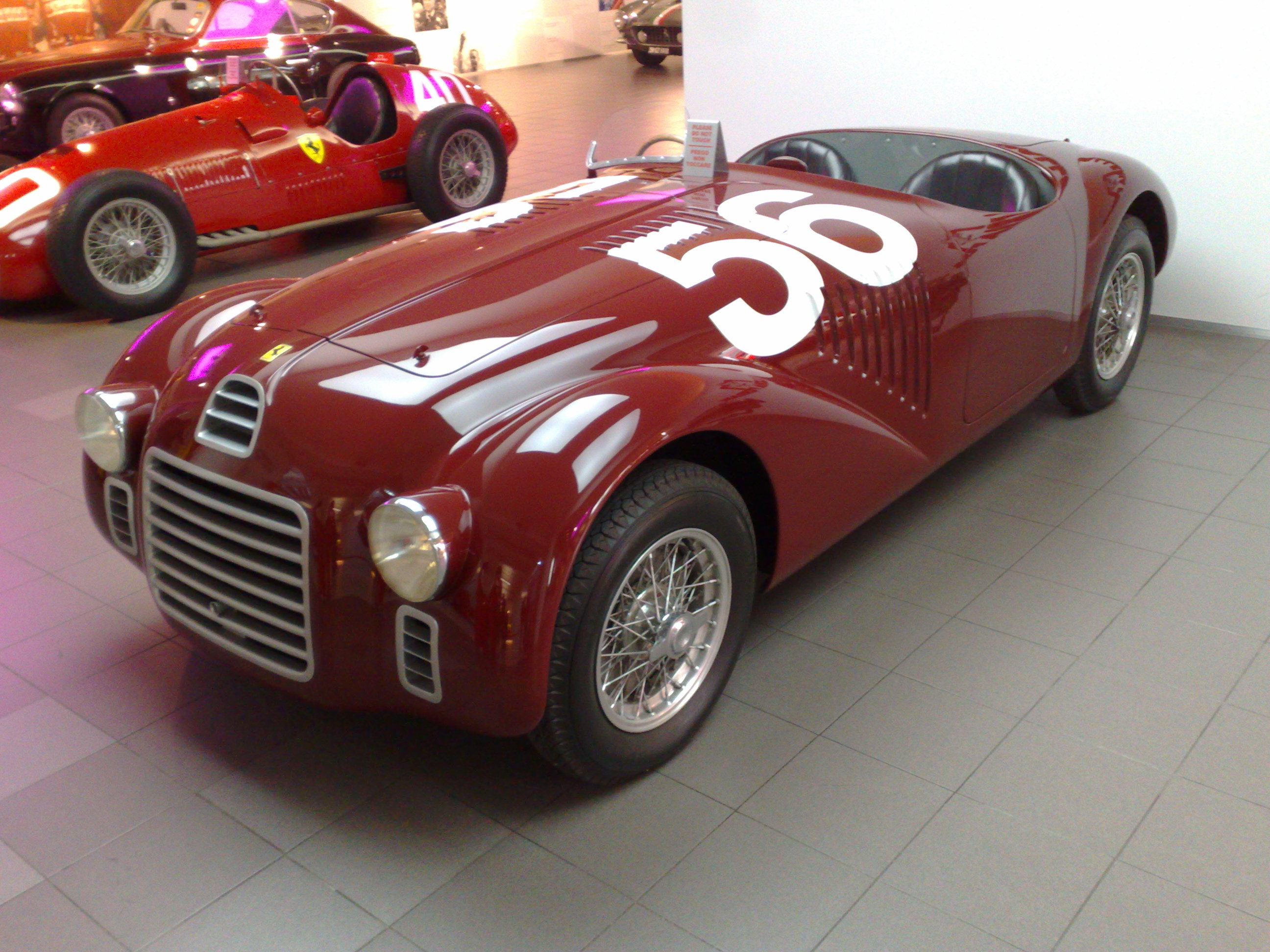
Ferrari 125 Spyder mit der Startnummer 56; erster Siegerwagen von Ferrari

Der Große Preis von Rom 1947, auch IX Gran Premio Roma, Circuito delle Terme di Caracalla, Roma, fand am 25. Mai auf einem Rundkurs in Caracalla statt und zählte zur italienischen Sportwagen-Meisterschaft dieses Jahres.

## Das Rennen
Das Sportwagenrennen auf dem Circuito delle Terme di Caracalla in der Nähe von Rom ist Motorsporthistorisch bedeutsam, markiert das Rennen doch den ersten Erfolg von Ferrari als Hersteller von Rennwagen, herausgefahren mit einem Fahrzeug das von werkseigenen der Scuderia eingesetzt wurde. Nach dem Ende des Zweiten Weltkrieges gab es auch in Italien eine teilweise unkoordinierte Menge an Autorennen. 1947 begann man die Sportwagenrennen in einer eigenen Rennserie zusammenzufassen. In Caracalla fand eines dieser Rennen statt. Die Rennstrecke bestand aus öffentlichen Straßen, die zum Zwecke der Veranstaltung abgesperrt und nur schlecht gesichert wurden.
Laut der Meldeliste gingen 13 Fahrzeuge ins Rennen. In den Tabellen sind jedoch nur die klassierten Fahrzeuge erfasst, über die ausgefallenen Wagen ist nichts bekannt.
Den ersten Sieg für einen Werks-Ferrari feierte Franco Cortese, der auf seinem Ferrari 125 Spyder im Ziel einen Vorsprung von neun Sekunden auf dem Maserati 1500 von Guido Barbieri hatte.

## Ergebnisse

### Schlussklassement
| 1               | S 1.5 | 56 | Scuderia Ferrari | Franco Cortese      | Ferrari 125 Spyder  | 40 |
| 2               | S 1.5 |    |                  | Guido Barbieri      | Maserati 1500       | 40 |
| 3               | S 1.1 |    |                  | Guido Scagliarini   | Stanguellini SN1100 | 39 |
| 4               | S 1.5 |    |                  | Francesco Nissotti  | Stanguellini S1500  | 38 |
| 5               | S 1.5 |    |                  | Guido De Martino    | Lancia              | 37 |
| 6               | S 1.5 |    |                  | Francesco Urbani    | Lancia              | 37 |
| 7               | S 1.5 |    |                  | Pasquale Ermini     | Fiat                | 35 |
| Nicht klassiert |       |    |                  |                     |                     |    |
| 8               |       |    | XXX              | XXX                 |                     |    |
| Ausgefallen     |       |    |                  |                     |                     |    |
| 9               |       |    | XXX              | XXX                 |                     |    |
| 10              |       |    | XXX              | XXX                 |                     |    |
| 11              |       |    | XXX              | XXX                 |                     |    |
| 12              |       |    | XXX              | XXX                 |                     |    |
| 13              | S 1.5 | 54 |                  | Ferdinando Righetti | Stanguellini S1100  |    |
| Nicht gestartet |       |    |                  |                     |                     |    |
| 14              |       |    | XXX              | XXX                 |                     |    |

### Nur in der Meldeliste
Zu diesem Rennen sind keine weiteren Meldungen bekannt.

### Klassensieger
| Klasse | Fahrer            | Fahrzeug            | Platzierung im Gesamtklassement |
| ------ | ----------------- | ------------------- | ------------------------------- |
| S 1.5  | Franco Cortese    | Ferrari 125 Spyder  | Gesamtsieg                      |
| S 1.1  | Guido Scagliarini | Stanguellini SN1100 | Rang 3                          |

### Renndaten
- Gemeldet: 14
- Gestartet: 13
- Gewertet: 7
- Rennklassen: 2
- Zuschauer: unbekannt
- Wetter am Renntag: unbekannt
- Streckenlänge: 3,425 km
- Fahrzeit des Siegerteams: 1:33:17,400 Stunden
- Gesamtrunden des Siegerteams: 40
- Gesamtdistanz des Siegerteams: 137,000 km
- Siegerschnitt: 88,501 km/h
- Schnellste Trainingszeit: unbekannt
- Schnellste Rennrunde: Ferdinando Righetti – Stanguellini S1100 (#56) – 2.15.600 = 91,327 km/h
- Rennserie: 9. Lauf der Italienischen Sportwagen-Meisterschaft 1947